# Hornera sulcata
Hornera sulcata är en mossdjursart som beskrevs av William MacGillivray 1895. Hornera sulcata ingår i släktet Hornera och familjen Horneridae. Inga underarter finns listade i Catalogue of Life.